# ناجي خميس
ناجي خميس (1962 -)، ممثل كوميدي إماراتي. مثل في العديد من الأعمال.

## حياته
أولى تجاربه الفنية كانت في المدرسة، وحينها أنجز مقطع فني في العام 1988، ومن بعدها شارك في مقطع مسرحي آخر في عجمان في العام 1990. أما انطلاقته الفنية الفعلية فكانت عام 1993 في مسرحية «قبر الوالي» من إخراج جمال مطر، وشارك في العديد من الأعمال الدرامية التلفزيونية، ومنها «قوم يا نايم»، و«سيف نشوان»،  وأجزاء عدة من «حاير طاير»، ومسلسل «شبابيك» إضافة إلى أعمال درامية وإذاعية وسينمائية أخرى عديدة.     

## روابط خارجية
- ناجي خميس على موقع IMDb (الإنجليزية)
- ناجي خميس على موقع قاعدة بيانات الأفلام العربية
- ناجي خميس علي قاعدة بيانات الأفلام على الإنترنت